# Grondona
Grondona é uma comuna italiana da região do Piemonte, província de Alexandria, com cerca de 538 habitantes. Estende-se por uma área de 25,79 km², tendo uma densidade populacional de 22 hab/km². Faz fronteira com Arquata Scrivia, Borghetto di Borbera, Isola del Cantone (GE), Roccaforte Ligure, Vignole Borbera.

## Demografia
| Variação demográfica do município entre 1861 e 2011                               |
|                                                                                   |
| Fonte: Istituto Nazionale di Statistica (ISTAT) - Elaboração gráfica da Wikipedia |